# كارلوس هال
كارلوس هال (بالإنجليزية: Carlos Hall)‏ هو لاعب كرة قدم أمريكية أمريكي، ولد في 16 يناير 1979.

## وصلات خارجية
- كارلوس هال على موقع مرجع كرة القدم المحترفة.كوم (الإنجليزية)